# Afonso Sousa
Afonso Sousa né le 3 mai 2000 à Aveiro au Portugal, est un footballeur portugais qui évolue au poste de milieu offensif à Samsunspor.

## Biographie

### En club
Né à Aveiro au Portugal, Afonso Sousa est formé par le FC Porto. Avec les moins de 19 ans du club, il remporte la Youth League lors de la saison 2018-2019, en battant les jeunes de Chelsea le 29 avril 2019 à Nyon (3-1). Il est l'auteur du dernier but des siens, servi par Romário Baró.
Le 9 septembre 2020 Afonso Sousa s'engage librement avec le Belenenses SAD, où il signe un contrat courant jusqu'en 2024. Il fait sa première apparition en équipe première le 18 septembre 2020, lors de la première journée de la saison 2020-2021 de Liga NOS face au Vitória de Guimarães. Il entre en jeu à la place de Silvestre Varela et son équipe s'impose par un but à zéro. Il inscrit son premier but le 6 décembre 2020 contre le SC Braga, en championnat. Son équipe s'impose par deux buts à un ce jour-là.
Le 15 août 2025, Afonso Sousa rejoint Samsunspor pour un contrat de cinq ans, soit jusqu'en juin 2030. Le transfert est estimé à 4,5 millions d'euros,.

### En sélection
Sélectionné avec les différentes équipes de jeunes du Portugal, Afonso Sousa compte onze matchs avec les moins de 17 ans de 2016 à 2017 et officie une fois comme capitaine le 12 février 2017 contre les Pays-Bas (victoire 2-1 du Portugal ce jour-là).
Afonso Sousa joue son premier match avec l'équipe du Portugal espoirs le 7 octobre 2021, contre le Liechtenstein. Il entre en jeu à la place de Fábio Vieira et délivre une passe décisive pour Tiago Tomás. Son équipe l'emporte largement par onze buts à zéro ce jour-là.

## Palmarès
FC Porto
- UEFA Youth League (1) :
  - Vainqueur : 2019.

 Lech Poznań
- Championnat de Pologne (1) :
  - Champion : 2025.

## Vie personnelle
Son père, Ricardo Sousa et son grand-père António Sousa sont tout d'eux d'anciens footballeurs professionnels.